# شارة أبطال الفيفا
شارة أبطال الفيفا (بالإنجليزية: FIFA Champions Badge)‏. هي شعار على شكل درع ذهبي وأبيض، يمنحها الاتحاد الدولي لكرة القدم لأبطال المسابقات العالمية، سواء على مستوى المنتخب الوطني (مثل كأس العالم، كأس العالم للسيدات، بطولة كأس العالم داخل الصالات وكأس العالم الشاطئية)، وعلى مستوى فريق الأندية (مثل كأس العالم للأندية).
يمتلكها الاتحاد الدولي لكرة القدم ويصنعها ويرخص الشارة ماديا، والتي لا يمكن ارتداؤها إلا على القمصان الرسمي (ليس على الإصدارات المشتقة أو على ملابس التدريب)، لحاملي اللقب، وبالتالي فهي جائزة مؤقتة. منح الاتحاد الدولي لكرة القدم الشارة الأولى في فبراير 2008 إلى نادي إيه سي ميلان، بطل كأس العالم للأندية 2007. تتناقض شارة الاتحاد الدولي لكرة القدم الرسمية هذه مع الرموز غير الرسمية التي ترتديها الفرق المختلفة للدلالة على الانتصارات أو الجوائز المهمة، مثل النجوم.

## الجائزة

### قواعد الشارة

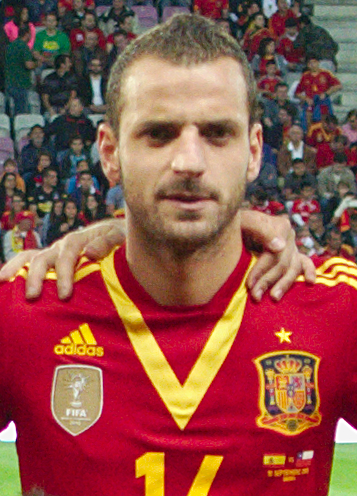
روبيرتو سولدادو يرتدي شارة أبطال الفيفا (أعلى اليسار) على قميص منتخب إسبانيا بعد فوزهم بلقب كأس العالم 2010.

الشارة مقاس 78 × 58 مم (3.1 × 2.3 بوصة) على شكل درع، وتعرض صورة الكأس ذات الصلة، مع نقش بطولات العالم، بجانب العام الذي تم فيه الفوز بمسابقة الاتحاد الدولي لكرة القدم المقصودة. تأتي الشارة في نسختين من الألوان - أحرف ذهبية على خلفية بيضاء وحروف بيضاء على خلفية ذهبية. يحمل النادي أو المنتخب الوطني الفائز الشارة على قميصه حتى نهاية النسخة التالية من بطولة الاتحاد الدولي لكرة القدم المقصودة وبالتالي يتم ارتداؤها فقط من قبل الأبطال.
يمكن عرض الشارة على القميص من اليوم الذي يصبح فيه الفريق بطل العالم، وحتى يوم المباراة النهائية للمرحلة التالية من البطولة (على سبيل المثال، إذا فاز الفريق بالمسابقة مرة أخرى، فيمكنه حمل الشارة دون انقطاع). لا يمكن ارتداء الشارة إلا على قمصان الفريق الأول الرسمية للنادي (كلاهما على أرضه وخارجها) كونه الفريق الذي فاز بمسابقة الاتحاد الدولي لكرة القدم العالمية المقصودة ولا يمكن ارتداؤها في أي شكل مشتق أو بأثر رجعي من هذا القميص، أو على أي ملابس تدريب النادي، أو من قبل فرق النادي الاحتياطية.

### الجوانب التجارية
يتم تصنيع الشارة المادية بواسطة طرف ثالث نيابة عن الاتحاد الدولي لكرة القدم (كانت أوني سبورتس في عام 2019)، ويجب أن تمر طلبات الشارة المادية من مصنعي القمصان عبر الاتحاد الدولي لكرة القدم؛ وضع لوجستي تسبب في تأخيرات في قدرة المستهلكين على شراء قمصان نايكي من صنع فريق كرة القدم الوطني للسيدات في الولايات المتحدة مع الشارة في عام 2019. كانت هناك أيضًا مخاوف من أن كبار مصنعي القمصان ، مثل نايكي وبوما، قد واجهوا مشكلات في ترخيص شارة أبطال الفيفا لقمصان الفريق الأول التي يمكن بيعها لعامة الناس. بالإضافة إلى المكانة المرموقة، تجلب الجائزة مزايا تجارية للمستلمين من خلال مبيعات القمصان التي تتضمن شارة الاتحاد الدولي لكرة القدم الجديدة.

### مسابقات غير تابعة للفيفا
مطلوب اتفاق منفصل لارتداء الشارة في المسابقات غير المنظمة للفيفا؛ على سبيل المثال في عام 2009 منح الاتحاد الإنجليزي لكرة القدم نادي مانشستر يونايتد، حامل لقب كأس العالم للأندية 2008، الإذن بارتداء الشارة أثناء مباريات كأس الاتحاد الإنجليزي ولكن ليس في الدوري الإنجليزي الممتاز، وتم السعي للحصول على ترتيب مماثل لصالح نادي ليفربول. عندما أصبحوا حاملي كأس العالم للأندية 2019 ومع ذلك، منح الاتحاد الإنجليزي ليفربول الحق في استخدامه لمباراة واحدة على أرضه ضد وولفرهامبتون واندررز. في 29 ديسمبر 2019. في المقابل، سُمح لنادي ريال مدريد بارتداء شارة أبطال الفيفا على قمصانهم خلال جميع مباريات الدوري الإسباني.

## التاريخ

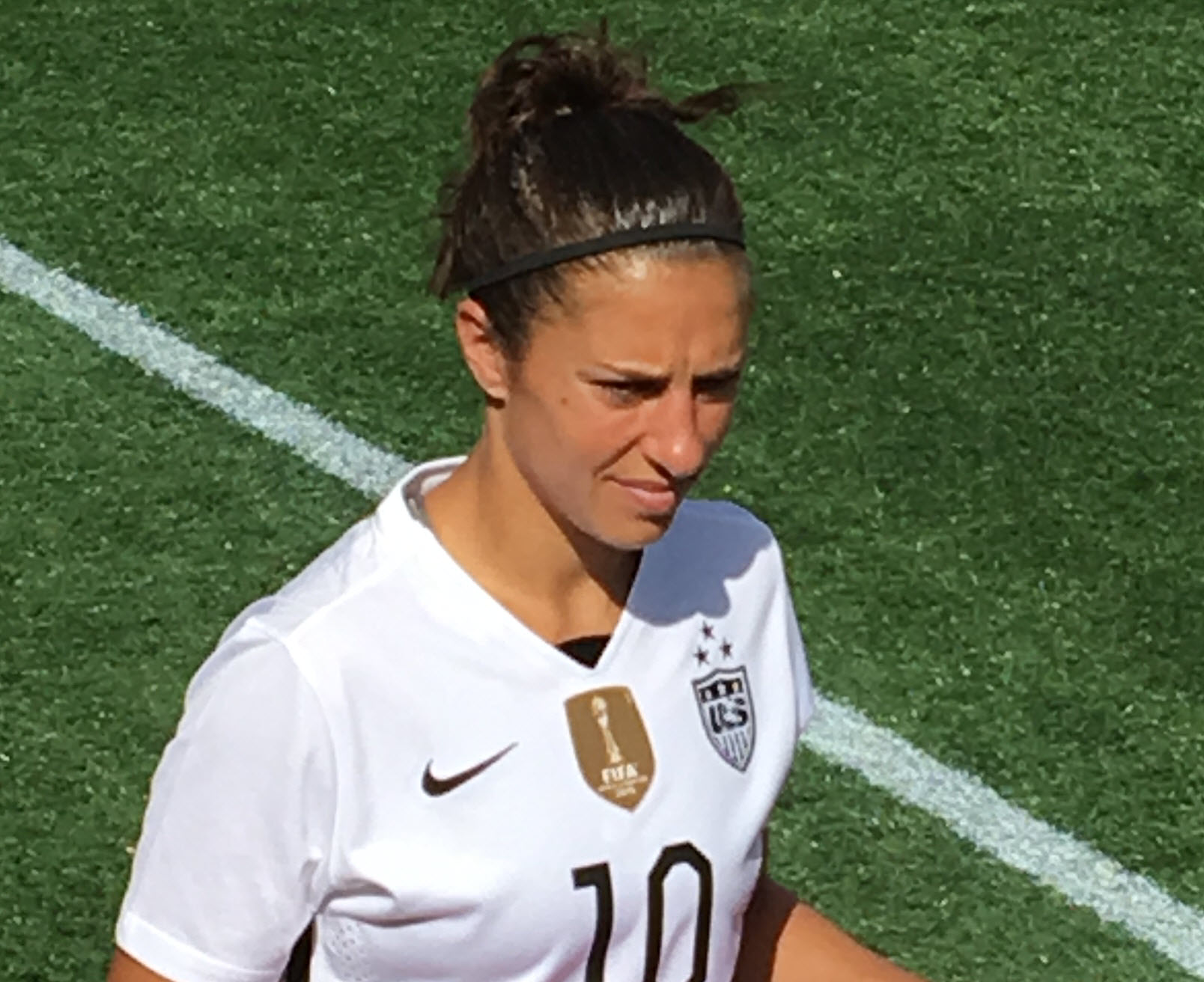
كارلي لويد ترتدي شارة أبطال الفيفا على قميص منتخب الولايات المتحدة للسيدات؛ يحتفظ المنتخب النسائي الأمريكي بالجائزة بشكل مستمر منذ 5 يوليو 2015، وهو رقم قياسي للمنتخب الوطني.

### الأندية
تم تقديم أول جائزة رسمية للشارة في فبراير 2008 لأبطال في كأس العالم للأندية، النادي الإيطالي إيه سي ميلان، الذي فاز باللقب في عام 2007. في وقت تسليم الجائزة إلى إيه سي ميلان، أعلن الاتحاد الدولي لكرة القدم أن الفائزين الثلاثة السابقين بكأس العالم للأندية، نادي كورينثيانز، نادي ساو باولو ونادي إنترناسيونال، يمكنهم أيضًا ارتداء الشارة حتى يتم تتويج فائز جديد في ديسمبر 2008 موعد نهائي كأس العالم للأندية. ومع ذلك، عندما فاز نادي كورينثيانز بالشارة في كأس العالم للأندية 2012، أكد الاتحاد الدولي لكرة القدم أنها كانت المرة الأولى التي يفوز فيها رسميًا بشارة أبطال الفيفا.

### المنتخبات الوطنية
في سبتمبر 2008، تم تمديد الشارة إلى كأس العالم وتم تقديمها للبطل من 2006 منتخب إيطاليا، وبذلك أصبح أول فريق وطني يرتدي الشارة. في عام 2009، تم تمديد الشارة إلى كأس العالم للسيدات، ومُنحت لألمانيا، بطل كأس العالم للسيدات 2007؛ وفازت بها اليابان في عام 2011.
تم تمديد الشارة إلى بطولة كأس العالم داخل الصالات في عام 2012، حيث فازت بها البرازيل لأول مرة. في عام 2013، تم تمديد الشارة إلى كأس العالم الشاطئية، حيث فازت بها روسيا لأول مرة.

## السجلات

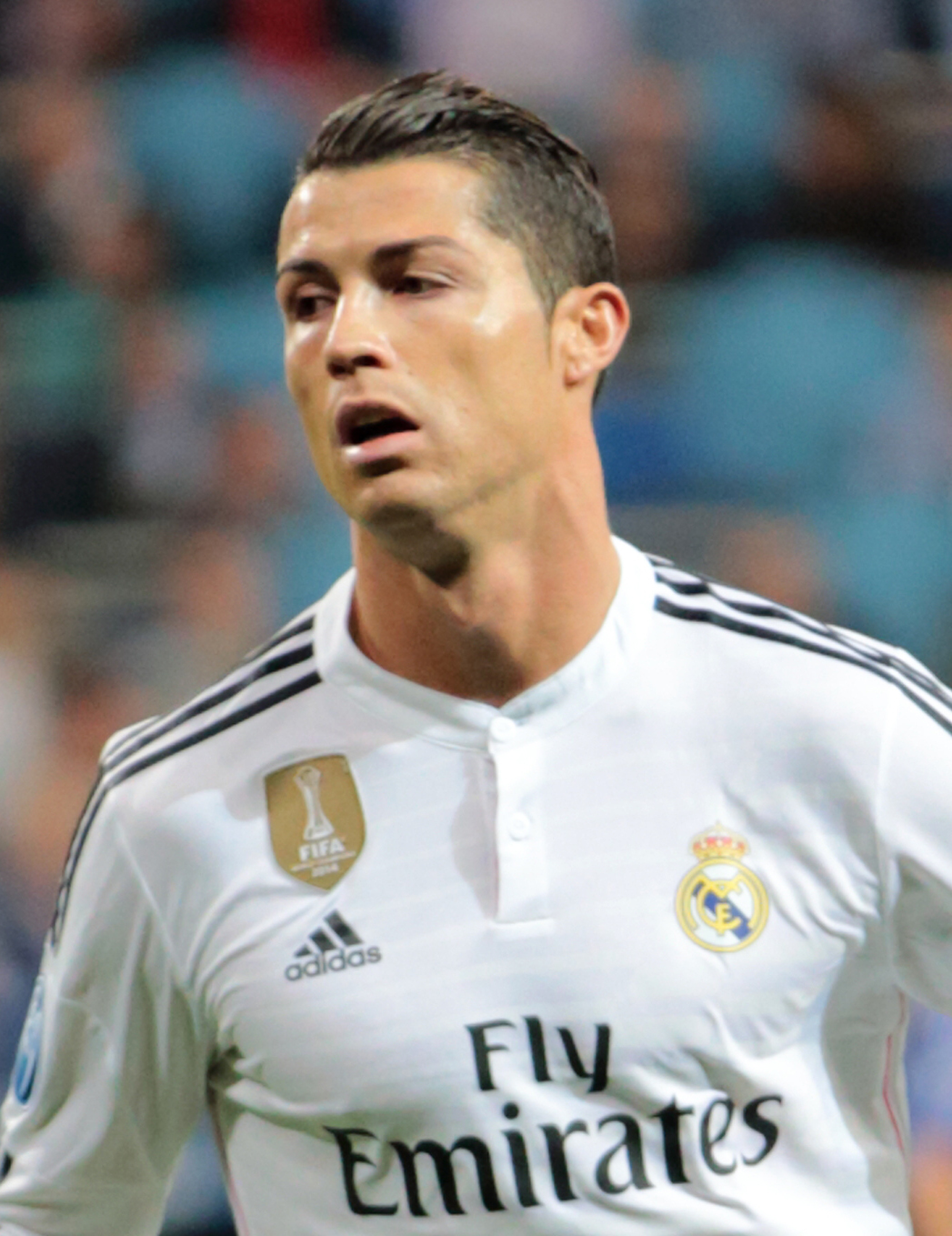
كريستيانو رونالدو يرتدي شارة أبطال الفيفا (أعلى اليسار) على قميص ريال مدريد؛ حمل ريال مدريد شارة الفيفا بشكل مستمر لمدة 1098 يومًا، وهو رقم قياسي من قبل أي فريق.

اعتبارًا من يناير 2023، يتم تطبيق السجلات التالية:

### فترات مستمرة
في 22 ديسمبر 2019، أنهى نادي ليفربول عهد ريال مدريد المستمر بصفته حاملي شارة أبطال كأس العالم للأندية التي استمرت 1098 يومًا اعتبارًا من 18 ديسمبر 2016 تمت الإشارة إليها على أنها أطول فترة متواصلة حصل خلالها أي فريق على شارة أبطال الفيفا.
حمل منتخب الولايات المتحدة للسيدات شارة أبطال كأس العالم للسيدات دون انقطاع منذ 5 يوليو 2015، عندما فازوا بلقب كأس العالم للسيدات 2015، وهي أطول فترة متواصلة حصل فيها أي فريق وطني على شارة أبطال الفيفا (لم يفز أي فريق وطني آخر بالشارة مرتين على التوالي).

### عدد المرات
- بالنسبة للأندية، فاز ريال مدريد بحق ارتداء الشارة أربع مرات منذ إنشائه، بينما فاز نادي برشلونة بالشارة ثلاث مرات.
- بالنسبة لمنتخبات كرة القدم الوطنية، فاز منتخب الولايات المتحدة للسيدات بالحق في ارتداء الشارة مرتين منذ إنشائه؛ لم يفز أي فريق كرة قدم للرجال بالحق أكثر من مرة.
- بالنسبة للفرق الوطنية الأخرى، فاز منتخب البرتغال لكرة القدم الشاطئية ومنتخب روسيا لكرة القدم الشاطئية مرتين.
- منتخب الأرجنتين لكرة القدم يحمل شارة أبطال الفيفا حاليا بعد فوزه بلقب كأس العالم 2022.

## الفائزون
| السنة | المنتخب   |
| ----- | --------- |
| 2006  | إيطاليا   |
| 2010  | إسبانيا   |
| 2014  | ألمانيا   |
| 2018  | فرنسا     |
| 2022  | الأرجنتين |

| السنة | المنتخب          |
| ----- | ---------------- |
| 2007  | ألمانيا          |
| 2011  | اليابان          |
| 2015  | الولايات المتحدة |
| 2019  | الولايات المتحدة |

| السنة | المنتخب   |
| ----- | --------- |
| 2012  | البرازيل  |
| 2016  | الأرجنتين |
| 2021  | البرتغال  |

| السنة | المنتخب  |
| ----- | -------- |
| 2013  | روسيا    |
| 2015  | البرتغال |
| 2017  | البرازيل |
| 2019  | البرتغال |
| 2021  | روسيا    |

| السنة | النادي          |
| ----- | --------------- |
| 2007  | إيه سي ميلان    |
| 2008  | مانشستر يونايتد |
| 2009  | برشلونة         |
| 2010  | إنتر ميلان      |
| 2011  | برشلونة         |
| 2012  | كورنثيانز       |
| 2013  | بايرن ميونخ     |
| 2014  | ريال مدريد      |
| 2015  | برشلونة         |
| 2016  | ريال مدريد      |
| 2017  | ريال مدريد      |
| 2018  | ريال مدريد      |
| 2019  | ليفربول         |
| 2020  | بايرن ميونخ     |
| 2021  | تشيلسي          |